# Pozos (León)
Pozos es una pedanía del municipio de Truchas en la Comarca de La Cabrera, en la provincia de León, comunidad autónoma de Castilla y León, en España.

## Historia
Así describía Pascual Madoz, en la primera mitad del siglo XIX, a La Baña en el tomo III del Diccionario geográfico-estadístico-histórico de España y sus posesiones de Ultramar:

Lugar en la provincia de León, partido judicial y diócesis de Astorga, audiencia territorial y capitanía general de Valladolid, ayuntamiento de Truchas. Situado entre dos cerros que se desprenden del Teleno; su clima es frío pero sano. Tiene 22 casas; escuela de primeras letras, dotada con 250 reales, a que asisten unos 20 niños; iglesia parroquial (San Cosme y San Damián), servida por un cura de ingreso y libre disposición, y buenas aguas potables. Confina con término de Priaranza, Manzaneda y Cunas. El terreno es de mediana calidad. Los montes están poblados. Además de los caminos locales cuenta el carretero que por Cunas dirige a Castilla, el cual es muy penoso por su mal estado. Recibe correspondencia de la Bañeza. Producción: centeno, lino y pastos; cría ganados, y caza mayor y menor. Industria: algunos molinos harinos. Comercio: extracición de hilaza. Población: 22 vecinos, 72 almas. Contribución con el ayuntamiento.
Pascual Madoz.